# Whiskeytown Falls
Whiskeytown Falls er et vandfald med tre trin og en samlet højde på 120 meter. Vandfaldet befinder sig i Whiskeytown National Recreation Area i det nordlige Californien. I 2005 blev vandfaldet officielt genopdaget efter at området i årtier har været mangelfuldt kortlagt.

## Genopdagelse
Vandfaldet blev genopdaget af biolog Russ Weatherbee ved, at han ryddede ud i et skab og fandt et gammelt kort med navnet Whiskeytown Falls. Han besluttede at tage ud til det, men fandt det ikke, da det var forkert indtegnet. I foråret 2003 kiggede han på et on-line global imaging system kort via sin computer og opdagede en å eller bæk, som faldt 120 meter. Citat: "I thought, 'That looks like white water to me,". Nu er der lavet stier, så man kan komme til vandfaldet.